# Borota
Borota é um município da Hungria, situado no condado de Bács-Kiskun. Tem 81,8 km² de área e sua população em 2015 foi estimada em 1.309 habitantes.